# نينا ماتسوموتو
نينا ماتسوموتو هي فنانة قصص مصورة كندية، ولدت في 18 نوفمبر 1984 في كندا.